# Ginásio Poliesportivo General Euclydes Figueiredo
O Ginásio Poliesportivo General Euclydes Figueiredo, mais conhecido como Ginásio da Ilha São João é um ginásio poliesportivo que fica localizado dentro do Complexo Esportivo e de Lazer Prefeito Georges Leonardos, na Ilha São João, em Volta Redonda-RJ. Ele tem capacidade para 3.500 torcedores.
A iluminação do ginásio é feita por 72 refletores que captam a energia solar (mesma tecnologia usada nas Olimpíadas da China). É neste ginásio que a equipe de volei de Volta Redonda que disputa a superliga sedia seus jogos.

## Jogos importantes
- Em 2012, o ginásio sediou o "Desafio das Américas", que foram 2 confrontos entre as seleções masculinas de volei do Brasil e do Canadá, e que serviram como parte final da preparação de ambas equipes para os Jogos Pan-Americanos de Guadalajara[4]

## Localização
- Coordenadas:   22°29'27"S   44°5'20"W